# Costa di Mezzate
Costa di Mezzate är en ort och kommun i provinsen Bergamo i regionen Lombardiet i Italien. Kommunen hade 3 391 invånare (2018).